# در منطقه خاکستری
در منطقه خاکستری (انگلیسی: In the Grey) یک فیلم اکشن آمریکایی آماده اکران به نویسندگی و کارگردانی گای ریچی با بازی هنری کویل، جیک جیلنهال، ایزا گونزالس و رزمند پایک است.
در اکتبر ۲۰۲۳، لاینزگیت حقوق پخش فیلم در ایالات متحده را به دست آورد. در ابتدا قرار بود در ۱۷ ژانویه ۲۰۲۵ در ایالات متحده منتشر شود، ولی لاینزگیت فیلم را از برنامه اکران خود در نوامبر ۲۰۲۴ حذف کرد زیرا مراحل پساتولید فیلم به موقع برای آن تاریخ اکران به پایان نرسیده بود.

## داستان
حول محور دو متخصص نجات دهنده می‌چرخد که باید برای یک مذاکره کننده ارشد زن راهی برای فرار تعیین کنند.

## تولید
فیلمبرداری در اواسط سال ۲۰۲۳ در اسپانیا آغاز شد و در اواخر اکتبر ۲۰۲۳ به پایان رسید.